# Henry Cromwell

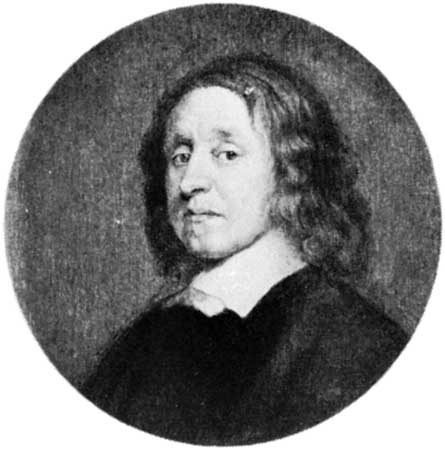
Henry Cromwell.

Henry Cromwell, född 1628, död 1674, var en brittisk statsman, son till Oliver Cromwell.
Cromwell tjänade under inbördeskriget som officer i parlamentshären, hade 1650 nått överstes grad och tjänade under fadern på dennes fälttåg till Irland.
1653 var han en av Irlands representanter i det så kallade "Bare bone-parlamentet". Mot slutet av år 1654 blev han medlem av irländska rådet och befälhavare över därvarande trupper.
Cromwell styrde sedan 1655 med klokhet och moderation Irland som ställföreträdare för sin svåger, lordlöjtnanten Fleetwood. I november 1657 blev han själv lordlöjtnant.
Våren 1659 avvisade han med stor bestämdhet rojalisternas alla försök att locka honom till att under den rådande förvirringen medverka till en stuartsk restauration.
Kort efter brodern nedlade även Henry Cromwell sin myndighet (juni s. å.) och drog sig tillbaka till sina gods i Cambridgeshire, vilka han efter restaurationen till största delen lyckades behålla.